# Home - Le avventure di Tip e Oh
Home - Le avventure di Tip e Oh (Home: Adventures with Tip and Oh) è una serie animata statunitense prodotta dalla DreamWorks Animation e animata da Titmouse, debuttata come serie originale Netflix nel 2016. È stata creata da Ryan Crego e Thurop Van Orman basandosi sul film d'animazione Home - A casa, a sua volta tratto dal romanzo Quando gli alieni trovarono casa (The True Meaning of Smekday; 2007) di Adam Rex. In Italia va in onda su Netflix, DeaKids e Super!.

## Trama
Il ritorno dell'alieno Boov Oh, la tredicenne Tip, sua madre Lucy, il gatto Pig, Kyle, Donny, Sharzod, Slushious e Succosa si vedrà in questa nuova serie animata ambientata a Chicago in cui i protagonisti, al fianco di Max e Julio, affronteranno nuove avversità come Pom Pom e Pauline della famiglia Boccolidoro, le tre bullette fallite Moochie, Fox e Elrod, incluso il loro vecchio nemico caduto in disgrazia, il capitano Smek.

## Personaggi e doppiatori italiani

### Protagonisti
- Freccia "Tip" Tucci, doppiata da Maria Letizia Scifoni
- Oh, doppiato da Gabriele Patriarca con la parte cantata di Carlo Pannovan
- Pig, il gatto di Tip
- Lucy Tucci, doppiata da Monica Ward
- Kyle, doppiato da Simone Crisari
- Sharzod, doppiato da Roberto Draghetti
- Capitan Smek, doppiato da Marco Mete

### Personaggi minori
- Donny
- Slushious
- Julio
- Boovious
- Chercophonie
- Pom Pom Boccolidoro
- Pauline Boccolidoro
- Fox
- Moochie
- Elrod

## Episodi

### Prima stagione
| N°  | Episodi                   |
| --- | ------------------------- |
| 1a  | Una nuova famiglia        |
| 1b  | Babbo Oh                  |
| 2a  | La lettiera gustosa       |
| 2b  | Arriva la neve            |
| 3a  | È un segreto              |
| 3b  | Regina del Web            |
| 4a  | Questioni di cuore        |
| 4b  | Sfida per la corona       |
| 5a  | Cure fai da te            |
| 5b  | Il regalo perfetto        |
| 6a  | Arti marziali             |
| 6b  | Lupi mannari a Chicago    |
| 7a  | La grande epurazione      |
| 7b  | Febbre da cavallo         |
| 8a  | La visita dei nonni       |
| 8b  | Piggy Piggy               |
| 9a  | Alta tensione             |
| 9b  | Esame di guida            |
| 10a | Pigiama party             |
| 10b | La cerimonia delle spille |
| 11a | Rabbia cieca              |
| 11b | Pailettes e lustrini      |
| 12a | Babysitter speciali       |
| 12b | Nemici amici              |
| 13a | Riunione di famiglia      |
| 13b | Opere d'arte              |

### Seconda stagione
| N°        | Episodi                           |
| --------- | --------------------------------- |
| 1a (14a)  | Una serata speciale               |
| 1b (14b)  | Realtà virtuale                   |
| 2a (15a)  | Un cavaliere per due              |
| 2b (15b)  | Una giornata da dimenticare       |
| 3a (16a)  | Scambio culturale interplanetario |
| 3b (16b)  | Vita da gatto                     |
| 4a (17a)  | Il problema di matematica         |
| 4b (17b)  | Aria di... confidenze             |
| 5a (18a)  | Un nuovo amico                    |
| 5b (18b)  | Strane amicizie                   |
| 6a (19a)  | L'ingrediente segreto             |
| 6b (19b)  | Super tifoso Buv                  |
| 7a (20a)  | Spaventati pazzi                  |
| 7b (20b)  | Super succosa                     |
| 8a (21a)  | Il tormentone                     |
| 8b (21b)  | Una pianta particolare            |
| 9a (22a)  | Riconoscenza                      |
| 9b (22b)  | Detective Kyle                    |
| 10a (23a) | Testa matta                       |
| 10b (23b) | Gel-oh-sia                        |
| 11a (24a) | Bollette salate                   |
| 11b (24b) | Una casa per Smek                 |
| 12a (25a) | Vacanze in famiglia               |
| 12b (25b) | Nella natura selvaggia            |
| 13a (26a) | La nuvola                         |
| 13b (26b) | Buvertà                           |

### Terza stagione
La terza stagione è andata in onda negli Stati Uniti dall'agosto 2017, in Italia è inedita.
Regina della Polizia/Il ballo Roidiano.
Là dove pascolano i Koobish/Migliori amiciversario.
Mega Mente Buv/Bugie innocenti.
Sii come vuoi tu/Il grande storione.
Il primo appuntamento/L'ospite perfetto.
L'ammiratore segreto/Guerra tra sorelle.
Il pianeta dei gatti/Un selfie ci dividerà.
Un nuovo alieno in città/Il Gruppo Succoso.
Cattiva Umanagente/Gel Supergusto.
I Krebble sono reali/Il diario di Tip.
La grande crisi degli Hot Dog di Chicago/Ragazzi vecchiotti.
Prove di romanticismo/Il parco per veri duri.
Tip e Oh, due supereroi.

### Speciale
| Titolo originale      | Titolo italiano            | Prima visione   | Prima visione ITA |
| --------------------- | -------------------------- | --------------- | ----------------- |
| Home for the Holidays | Home - A casa per le feste | 1 dicembre 2017 | 26 dicembre 2017  |

### Quarta stagione
Negli Stati Uniti la stagione è stata messa in onda dal 20 luglio 2018, in Italia è inedita
La nipote di Donny/Tale madre, tale figlia.
Il ragazzo perfetto/I liceali.
Il piercing/So tutto io.
Un'avventura rischiosa/Sharz-Girls.
La coppia perfetta/Questione di latte.
Roba da femmine/Un vero poliziotto.
Il buviaggio/Vado a vivere da solo!.
L'età migliore/Una brava dipendente.
La vita segreta di Oh/Cattivo ragazzo.
Riaccendere la fiamma/L'ambasciatore dei rifiuti.
L'amico immaginario/Relax.
Il non mio amico Brandon/L'ambiguo Shawn.
Il rap del rispetto/Dimensioni parallele.